# Stéphane Benoist
Pas d'image ? Cliquez ici
Stéphane Benoist, né le 28 mars 1971 à Châtenay-Malabry, est un guide de haute montagne spécialiste de la face nord des Grandes Jorasses ayant aussi réalisé des ascensions notables dans les Andes et dans l'Himalaya. Il a été nommé pour les Piolets d'or 2008 pour son ascension de Are you experienced? avec Patrice Glairon Rappaz, en face sud du Nuptse. En 2013, il perd plusieurs orteils et phalanges sur l'Annapurna. L'année suivante, il reçoit une mention spéciale aux Piolets d'or pour son ascension avec Yannick Graziani de la Voie des Français en Face Sud de l'Annapurna.

## Grandes Jorasses
- 31 octobre au 2 novembre 1997 : No Siesta avec Yannick Graziani
- 13 au 18 janvier 2000 : La voie Goussault par l'itinéraire original avec Patrice Glairon-Rappaz
- 22 au 24 septembre 2007: No Siesta avec Sébastien Ratel, (en libre sauf 5 m)[6]